# Браун, Антон
Антон Браун (нем. Anton Braun; 28 апреля 1990, Берлин) — немецкий гребец, выступает за национальную сборную Германии по академической гребле начиная с 2010 года. Участник двух летних Олимпийских игр, дважды серебряный призёр чемпионатов мира, двукратный чемпион Европы, победитель и призёр этапов Кубка мира, победитель многих регат национального и международного значения.

## Биография
Антон Браун родился 28 апреля 1990 года в Берлине. Активно заниматься гребным спортом начал в возрасте тринадцати лет в 2003 году, проходил подготовку в местном столичном гребном клубе «Берлинер».
Впервые заявил о себе в 2008 году, выиграв бронзовую медаль на чемпионате мира среди юниоров в австрийском Линце — в программе распашных четвёрок без рулевого. Год спустя в той же дисциплине взял бронзу на молодёжном мировом первенстве в чешском Рачице. Ещё через год одержал победу на молодёжном чемпионате мира в белорусском Бресте, впервые вошёл в основной состав немецкой национальной сборной и дебютировал на этапах Кубка мира. На молодёжном мировом первенстве 2011 года в Амстердаме стал бронзовым призёром в безрульных двойках.
Благодаря череде удачных выступлений Браун удостоился права защищать честь страны на летних Олимпийских играх 2012 года в Лондоне, где выступал в безрульных двойках совместно с Феликсом Драхоттой. Они пришли к финишу последними четвёртыми на квалификационном этапе, через утешительный этап пробились в полуфинал, где впоследствии заняли пятое место. В утешительном финале «Б» немецкие гребцы финишировали первыми и, таким образом, расположились в итоговом протоколе соревнований на седьмой строке. 
После лондонской Олимпиады Антон Браун остался в основном составе гребной команды Германии и продолжил принимать участие в крупнейших международных регатах. Так, в 2013 году в распашных восьмёрках с рулевым он одержал победу на чемпионате Европы в испанской Севилье и получил серебро на чемпионате мира в корейском Чхунджу. В следующем сезоне в безрульных двойках взял бронзу на европейском первенстве в Белграде. Ещё через год добавил в послужной список золотую и серебряную награды, выигранные на чемпионате Европы в польской Познани и на чемпионате мира в Эгбелете соответственно.
Находясь в числе лидеров гребной команды Германии, Браун благополучно прошёл отбор на Олимпийские игры в Рио-де-Жанейро, где стартовал в безрульных четвёрках вместе с такими гребцами как Максимилиан Корге, Максимилиан Плянер и Феликс Вимбергер — они со второго места квалифицировались на предварительном этапе, заняли последнее шестое место на стадии полуфиналов и в утешительном финале «Б» тоже финишировали последними шестыми, расположившись в общем зачёте на седьмой позиции.